# L-511
La L-511 és una carretera de la Xarxa de Carreteres del Pirineu antigament anomenada provincial, actualment gestionada per la Generalitat de Catalunya. La L correspon a la província de Lleida. Té l'origen a la vila d'Isona, del terme municipal d'Isona i Conca Dellà, i només travessa tres termes municipals: el que s'acaba d'esmentar, el d'Abella de la Conca i el de Coll de Nargó, que és la vila on acaba aquesta carretera. A Isona enllaça amb la carretera C-1412b i la seva variant C-1412bz (punt quilomètric 42,2), i a Coll de Nargó, amb la C-14 (punt quilomètric 156,5).
En 40,75 quilòmetres de recorregut puja 659,1 m. fins al Coll de Bóixols en 22,9 quilòmetres, i torna a baixar 759,3 m. fins a arribar al Coll de Nargó, en 17,85 quilòmetres. Es tracta, doncs, d'una carretera de fort pendent, tant de pujada com de baixada, sigui quina sigui la direcció en què es recorri.

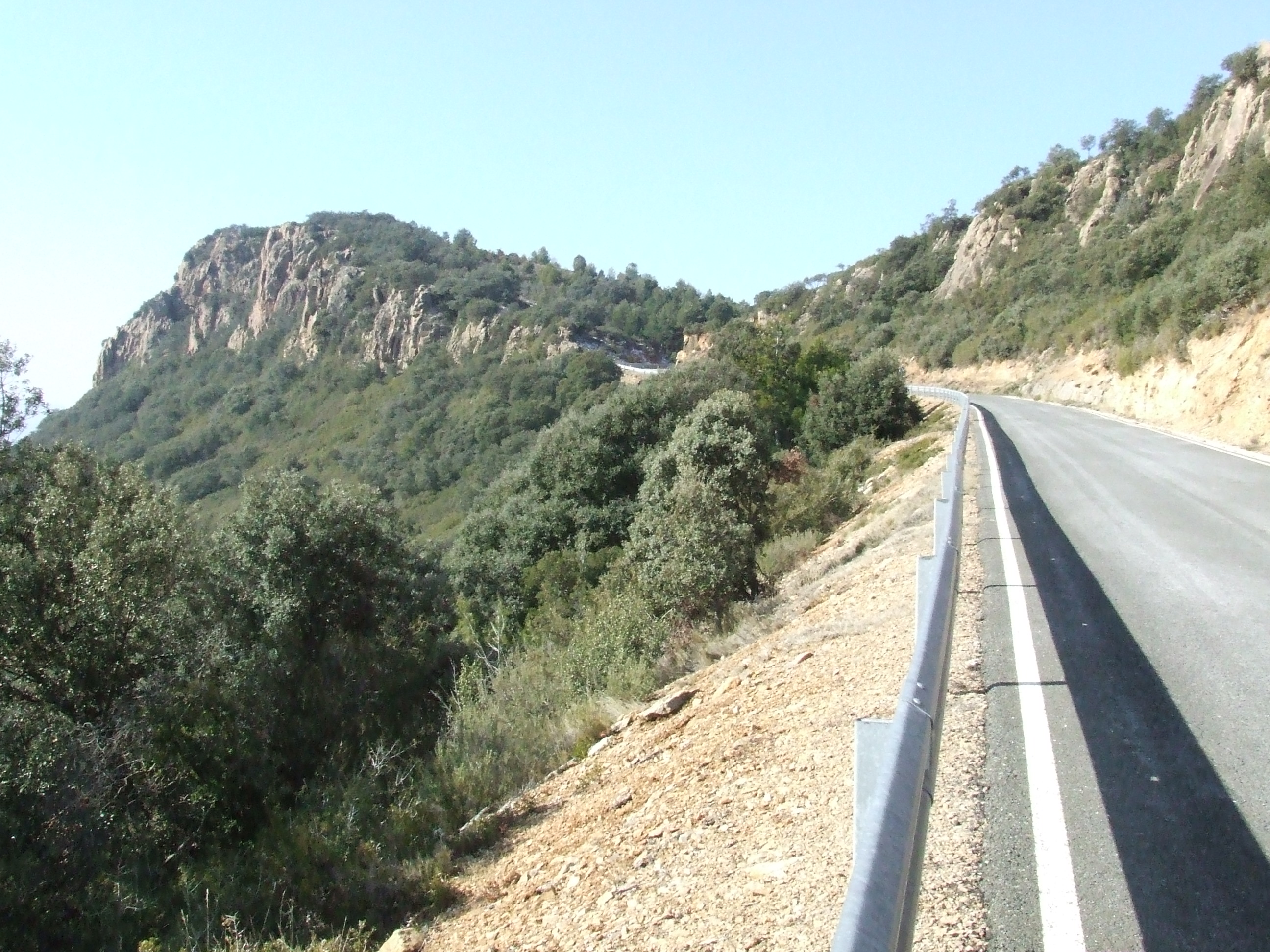
La L-511 al Pas de Finestres

La carretera travessa la vila d'Isona i els pobles de Bóixols i Coll de Nargó, i té trencalls que, a través de carreteres locals o pistes en bon estat, enllaça amb els d'Abella de la Conca, Siall, la Rua, Faidella, Montanissell, els Prats, Gavarra, Valldarques i les Masies de Nargó.
Diversos camins arrenquen d'aquesta carretera: en el primer tram, en terme d'Isona i Conca Dellà, es troba el Camí dels Plans; en terme d'Abella de la Conca, la Carretera d'Abella de la Conca i el Camí de la Posa, altre cop en terme d'Isona i Conca Dellà, la Carretera de Siall i el Camí Nou, i de nou en terme d'Abella de la Conca, el Camí de Petrolers, el de la Rua, el de Faidella, el del Plomall i el del Tossal, i ja en terme de Coll de Nargó el Camí dels Prats, el de Montanissell i el de Sallent. Altre cop en terme d'Abella de la Conca, troba el Camí de Ca l'Astor, i ja definitivament en el de Coll de Nargó, la Carretera de Gavarra, el Camí del Bosc de Sallent, el de la Pegatera, el de Valldarques, el de Sobre-roca, el dels Solans de Fumanya, el de Sallent, i el de les Granges, ja entrant a Coll de Nargó.
La L-511, de forta pujada des d'Isona fins al Coll de Bóixols -24 quilòmetres- i de fort descens des d'aquest coll fins a Coll de Nargó -16-, travessa, encara, un altre coll: el de Faidella, en el primer terç del seu recorregut (punt quilomètric 12).